# UNバランス
「UNバランス」（アンバランス）は、河合奈保子の14枚目のシングル。1983年9月14日に日本コロムビアから発売された（EPの規格品番はAH-370）。
アンバランス(unbalance)という英語は「vt.不均衡［不釣合い］にする; …の心の平衡を破る，錯乱させる ーn.不均衡、不釣合い、アンバランス」の意味で（リーダーズ英和辞典第2版）、ジーニアス英和辞典によれば「imbalance」が「unbalanceより普通」とある。

## 解説
- 前作の「エスカレーション」に続いてディスコ路線であり、リズムは8ビートである。サウンド・アレンジは同年発表されたドナ・サマーの「情熱物語 (She Works Hard For The Money)」に酷似している。
- オリコンでは最高位4位（100位内12週）、20.1万枚のセールスとなった[3]。
- この曲で1983年末の『第34回NHK紅白歌合戦』に3年連続3回目の出場を果たした。
- アルバム『ハーフ・シャドウ』に収録され、「single-A'」としてイントロが新たに追加されている。

## 収録曲
- 両楽曲共に、作詞：売野雅勇／作曲：筒美京平／編曲：大村雅朗

1. UNバランス（3分47秒）
2. リメンバー（3分58秒）

## 演奏
- Drums：島村英二
- Bass：富倉安生
- Electric Guitar：松原正樹
- Keyboards：山田秀俊
- Synthesizer：松武秀樹
- Percussion：ペッカー
- Trumpet：数原晋、荒木敏男
- Backing Vocals：EVE

## 収録アルバム
- 『ハーフ・シャドウ』（1983年）